# Хороший німець
Хороший німець, добрий німець (Хороші німці, English: Good German) — це іронічний термін, який зазвичай вживається у лапках, як-от «хороші німці», і стосується громадян Німеччини, які під час і після Другої світової війни, стверджували, що не підтримували нацистський режим, але мовчали та не чинили суттєвого опору. Термін також використовується для опису тих, хто ігнорував Голокост та німецькі військові злочини.

## Цей термін в сучасності
Після вторгнення Російської Федерації в Україну у 2014 році, термін "Хороший німець" набув популярності на теренах України, українці прозвали тих жителів Росії, які не підтримали війну, проте залишились нейтральними, як "Хороші рускі" ("Хороші росіяни","Хорошие русские"). Термін став ще більш поширеним після повномасштабного вторгнення 24 лютого 2022 року, неабиякої популярності цьому терміну надали українські телеграм канали.